# Willkommen in Freak City
Willkommen in Freak City (Originaltitel: Freak City) ist ein US-amerikanisch-kanadisches Spielfilmdrama aus dem Jahr 1999 unter der Regie von Lynne Littman. Der Film feierte am 16. Januar 1999 auf dem Sarasota Film Festival in Florida seine Premiere.

## Handlung
Ruth Ellison ist an Multipler Sklerose erkrankt und auf den Rollstuhl angewiesen. Sie lebt bei ihrer Großmutter, die sie liebevoll pflegt und ihre einzige Bezugsperson ist. Nach dem Tod der Großmutter, wird Ruth widerwillig von ihrer Tante in eine Pflegeeinrichtung für Behinderte ‚abgeschoben‘, weil sie selbst die Pflege nicht übernehmen will und mit dem jungen Mädchen auch Differenzen hat. In der Einrichtung angekommen, kann sich Ruth dort anfangs nur schwer mit der neuen Situation arrangieren und geht auf Konfrontation mit dem Pflegepersonal und anderen Patienten. Nach und nach freundet sie sich aber mit dem schwerkranken Lenny an, der von ihr fasziniert ist. Als Lenny sich unerwartet das Leben nimmt, bricht für Ruth erneut die Welt zusammen.

## Synchronisation
Die deutschsprachige Synchronisation erfolgte durch die FFS Film- & Fernseh-Synchron nach einem Dialogbuch und unter der Dialogregie von Harald Wolff.
| Schauspieler       | Synchronsprecher   | Rolle                |
| ------------------ | ------------------ | -------------------- |
| Samantha Mathis    | Marie Bierstedt    | Ruth Ellison         |
| Natalie Cole       | Ghadah Al-Akel     | Eleanor Sorrell      |
| Marlee Matlin      | Dorette Hugo       | Cassandra            |
| Peter Sarsgaard    | Timmo Niesner      | Cal Jackson          |
| Jonathan Silverman | Torsten Sense      | Lenny Stanapolous    |
| Estelle Parsons    | Marianne Lutz      | Mrs. Stanapolous     |
| Eve Crawford       | Viola Sauer        | Veronica (Pflegerin) |
| Janet Lo           | Silvia Mißbach     | Fran (Pflegerin)     |
| Karen Robinson     | Anke Reitzenstein  | Jan (Pflegerin)      |
| Nola Augustson     | Cornelia Meinhardt | Evelyn Lissard       |
| Rodger Barton      | Bernd Schramm      | Tom Lissard          |
| Anne Bellamy       | Hannelore Schüler  | Ruths Oma            |
| Sergio Di Zio      | Viktor Neumann     | Leo Berman           |
| Rosemary Dunsmore  | Rita Engelmann     | Mary Manmouth        |
| Michele George     | Regina Lemnitz     | Manti                |
| Rio Hackford       | Gunnar Helm        | Dennis               |
| Susan Kottman      | Tilly Lauenstein   | Mrs. Honeywell       |
| R.D. Reid          | Klaus Jepsen       | Jack Garfield        |
| Paul Sybersma      | Tobias Müller      | Wyatt                |
| David W. Thompson  | Frank-Otto Schenk  | Barkeeper Frank      |
| Heather Thompson   | Manja Doering      | Tammy                |
| Sugith Varughese   | Boris Tessmann     | Dr. Rashdi           |
| Richard Yearwood   | Christian Gaul     | Aise Jefferson       |

## Rezeption
Der Film sei ein „Außenseiterporträt ohne jedes Pathos“, dass „trotz der vorhersehbaren Story“, aber „dank der guten Charaktere und dem subtilen Spiel der Hauptdarstellerin“ überzeugt, meinten die Kritiker der Fernsehzeitschrift TV Spielfilm über den Film und bewerteten diesen mit dem Daumen nach oben. Das Lexikon des internationalen Films sieht einen „ernst zu nehmende[n] Film über die Integrationsprobleme Behinderter, der durch seinen speziellen Blickwinkel neue Erfahrungen zu vermitteln versucht.“